# Phellinodes
Phellinodes là một chi bướm đêm thuộc họ Geometridae.